# Dziadkiewicze
Diatkiewicze, Dziadkiewicze (ukr. Дядьковичі, Diad´kowyczi) – wieś na Ukrainie, w obwodzie rówieńskim, w rejonie dubieńskim, w hromadzie Warkowicze. W 2001 liczyła 224 mieszkańców.
W okresie międzywojennym wieś znajdowała się w granicach II RP, wchodząc w skład gminy Warkowicze w powiecie dubieńskim, w województwie wołyńskim.
Nie mylić z pobliską wsią Dziatkiewicze (ukr. także Дядьковичі).